# (382395) 1990 SM
(382395) 1990 SM est un astéroïde Apollon, également aréocroiseur et cythérocroiseur, classé comme potentiellement dangereux. Il fut découvert par R. H. McNaught et P. McKenzie à l'observatoire de Siding Spring le 22 septembre 1990.